# Џон Хјуз
Џон Вајлден Хјуз Млађи (енгл. John Wilden Hughes Jr.; Лансинг, 18. фебруар 1950 — Њујорк, 6. август 2009) био је амерички филмски редитељ, продуцент и сценариста. Аутор је једних од најуспешнијих играних комедија из 1980-их и 1990-их, као што су Јутарњи клуб, Слободан дан Фериса Бјулера, Сам у кући и Сам у кући 2: Изгубљен у Њујорку.